# Ctenus macellarius
Ctenus macellarius är en spindelart som beskrevs av Simon 1910. Ctenus macellarius ingår i släktet Ctenus och familjen Ctenidae.
Artens utbredningsområde är Kongo. Inga underarter finns listade i Catalogue of Life.